# Македонска информационна агенция
Македонска информационна агенция (на македонска литературна норма: Македонска информативна агенција) е обществена информационна агенция на Северна Македония. Разпространява новините си на македонски, албански и английски език.

## История
Македонската информационна агенция е създадена през 1992 година в град Скопие. Агенцията започва да работи през 1998 година.